# دیکنی سالیفو
دیکنی سالیفو (انگلیسی: Dikeni Salifou؛ زادهٔ ۸ ژوئن ۲۰۰۳) بازیکن فوتبال اهل توگو است که در حال حاضر به صورت قرضی از وردر برمن برای یوونتوس نکست جن بازی می‌کند.

## دوران باشگاهی
سالیفو که محصول جوانان باشگاه فوتبال آگزبورگ است، در ۵ مه ۲۰۲۲ با امضای قراردادی حرفه ای به باشگاه ورزشی وردر برمن منتقل شد. او در ابتدا به تیم دوم وردربرمن منتقل شد. وی اولین بازی بزرگسالان و حرفه ای خود را با وردر برمن، به عنوان یک تعویض دیرهنگام در برد ۲–۰ در رقابت‌های بوندس‌لیگا مقابل باشگاه فوتبال اشتوتگارت در ۵ فوریه ۲۰۲۳ انجام داد.

## دوران ملی
سالیفو در آلمان متولد شد، اما اصالتاً توگویی است. او در مارس ۲۰۲۲ به عنوان بازیکن فوتبال به تیم ملی فوتبال توگو دعوت شد، اما به دلیل مصدومیت نتوانست اولین بازی خود را انجام دهد.

## سبک بازی
سالیفو بازیکنی تکنیکی و ورزشی است که می‌تواند به عنوان هافبک دفاعی یا دفاع میانی بازی کند.